# Ợ nóng
Ợ nóng, còn được gọi là chứng khó tiêu, là cảm giác nóng bỏng ở ngực trung tâm hoặc phía trên trung tâm bụng. Cơn đau thường tăng lên ở ngực và có thể lan tỏa ra cổ, cổ họng, hoặc một góc của hàm.
Ợ nóng thường là do sự dồn dịch vị vào thực quản và là triệu chứng chính của bệnh trào ngược dạ dày thực quản. Trong khoảng 0,6% các trường hợp nó là một triệu chứng của bệnh động mạch vành.

## Định nghĩa
Các chứng khó tiêu bao gồm ợ nóng cùng với một số triệu chứng khác. Chứng khó tiêu đôi khi được định nghĩa là sự kết hợp của đau thượng vị và ợ nóng. Ợ nóng thường được sử dụng hoán đổi cho bệnh trào ngược dạ dày thực quản chứ không chỉ để mô tả một triệu chứng nóng trong ngực đối với một người.

## Chẩn đoán khác nhau
Nhồi máu cơ tim và ợ nóng có triệu chứng gần giống nhau, vì tim và thực quản sử dụng cùng một hệ dẫn truyền các dây thần kinh.
Do những nguy hiểm vốn có trong chẩn đoán bệnh tim, nên xem xét bệnh tim ở người bị đau ngực không rõ nguyên nhân. Những người bị đau ngực liên quan đến ợ nóng rất khó phân biệt với những người bị đau ngực do các bệnh tim. Bệnh này có thể bắt chước các dấu hiệu và kết quả triệu chứng của bệnh kia. Chẩn đoán y tế cụ thể, chẳng hạn như chụp hình ảnh, thường là cần thiết.